# Дельфы (Фокида)
Де́льфы (греч. Δελφοί) — малый город в Греции, построенный рядом с руинами древнего города Дельф. Расположен на высоте 632 метра над уровнем моря на юго-западном склоне Парнаса, в 11 километрах к юго-востоку от Амфисы, в 34 километрах от Левадии и в 121 километре к северо-западу от Афин. Исторический центр одноимённой общины (дима) в периферийной единице Фокиде в периферии Центральной Греции. Население 854 жителя по переписи 2011 года.
Через город проходит национальная дорога 48, часть европейского маршрута E65.
На руинах древнего города Дельф существовала деревня Кастри (Καστρί). В 1891 году греческое правительство дало разрешение французам на проведение раскопок и деревня была снесена. Современный город был построен западнее. В городе находится дом Ангелоса Сикелианоса и Евы Палмер, в котором находится музей дельфийских фестивалей.

## География

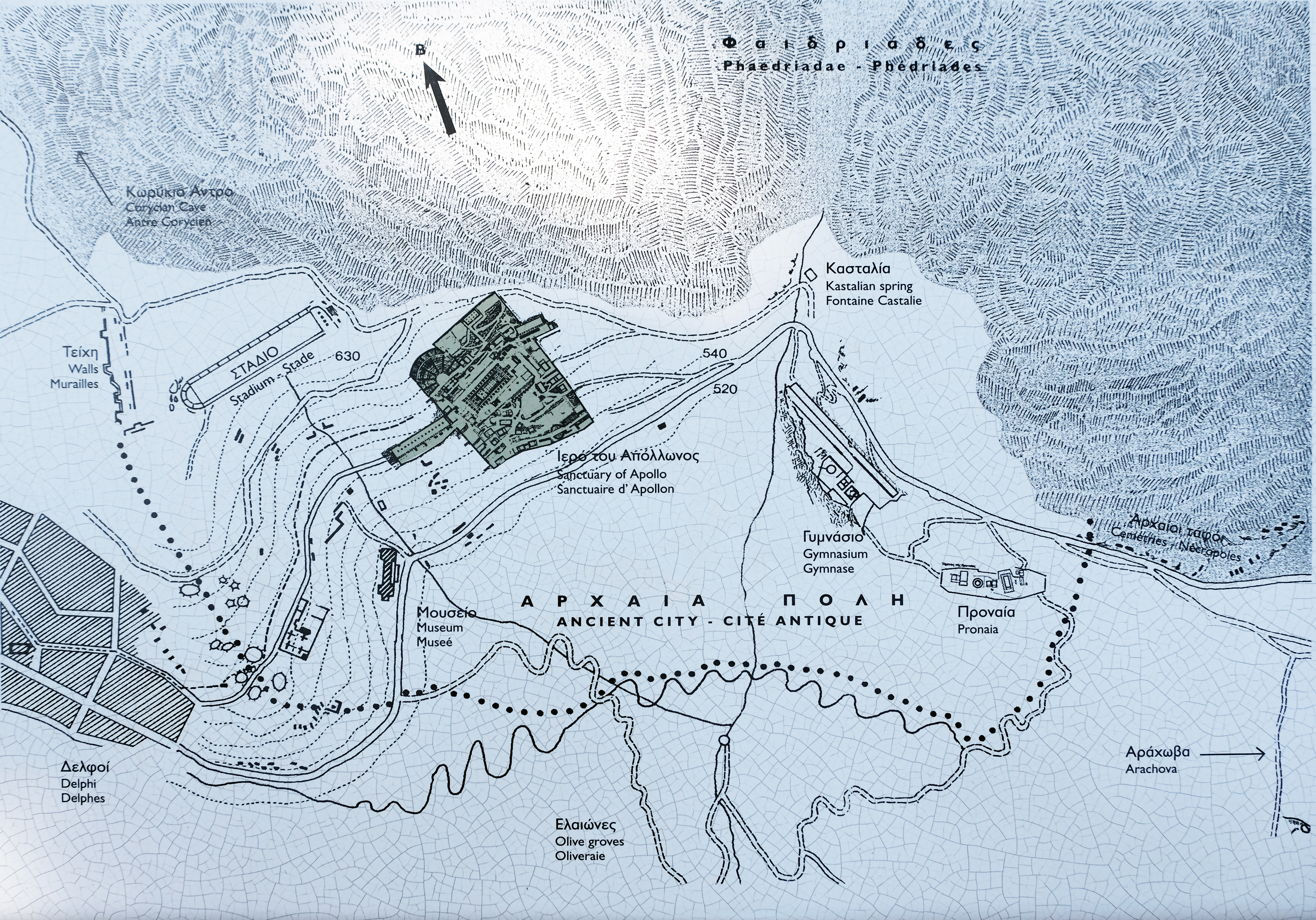
Карта современных и древних Дельф.

Дельфы расположены на Греческой национальной дороге 48 между Амфисой на западе и Ливадией на востоке. Дорога идёт по северному склону перевала между горой Парнас на севере и горами полуострова Десфина на юге. Полуостров треугольной формы вдаётся в Коринфский залив. Перевал представляет собой единую речную долину, река, которая течёт с востока на запад, образует естественную границу на севере полуострова Десфина и обеспечивая легкий путь через него. Руины древних Дельф расположены в 9,5 километрах от побережья Коринфского залива (город Итея) на юго-западном склоне горы Парнаса на высоте 700 метров над уровнем моря. Современный малый город Дельфы находится неподалёку, западнее руин. Община Дельфы входит в периферийную единицу Фокиду. Община включает в себя и приморский малый город Галаксидион.
С восточной стороны долина соединяется с другой долиной с севера на юг, ведущей из Давлеи в Дистомон. К югу от Дистомона долина пересекается с заливом Андикира. Это место известно как Паралия Дистому (пляж Дистомо). Андикира, главный порт Фокиса, находится чуть ниже по побережью полуострова.
С западной стороны долина соединяется с долиной с севера на юг между Амфисой и Итеей. В Амфисе долина заканчивается тупиком. Этот город сегодня более важен, потому что через горные перевалы проложен путь на эгейскую сторону Греции. Эти стратегические места были местами тяжёлых боёв и репрессий во время Второй мировой войны.
На северной стороне долины, на суженном участке, нависает отрог Парнаса, место, где располагается древняя Криса, некогда правившая всей долиной. И Амфиса, и Криса упоминаются в каталоге кораблей «Илиады». Это была микенская крепость. Археологические даты долины восходят к раннему элладскому периоду. Эти ранние даты сопоставимы с самыми ранними датами в Дельфах, предполагая, что Дельфы были присвоены и преобразованы фокейцами из древней Крисы. Считается, что руины Киры, ныне являющейся частью порта Итея, были портом Крисы с тем же названием, и что этимологически название Кира происходит от Крисы.

## Этимология
Греческое слово Δελφοί восходит к индоевропейскому корню δελφύς — «матка», «лоно», «утроба». Отсюда происходят и слова αδελφός — «брат» или букв. «единоутробный», и дельфин — «новорождённый младенец», «утробный» (возможно из-за внешнего сходства с младенцем или из-за того, что крик дельфина похож на крик ребёнка). Причина такого названия видимо связана с тем, что, в представлении древних греков, неподалёку от храма Аполлона находился Пуп Земли.

## История
Заселение этого места, в будущем ставшее известное как Дельфы, можно проследить вплоть до периода неолита, люди расселились на широкой площади и активно использовали эту территорию, начиная с микенского периода (1600–1100 годы до н. э.).
Более ранние мифы включают предания о том, что пифия, или дельфийский оракул, уже были важным местом почитания в доклассическом греческом мире (ещё в 1400 году до нашей эры) и, а с 800 года до нашей эры, Дельфы стали главным местом поклонения Аполлону в классические времена.

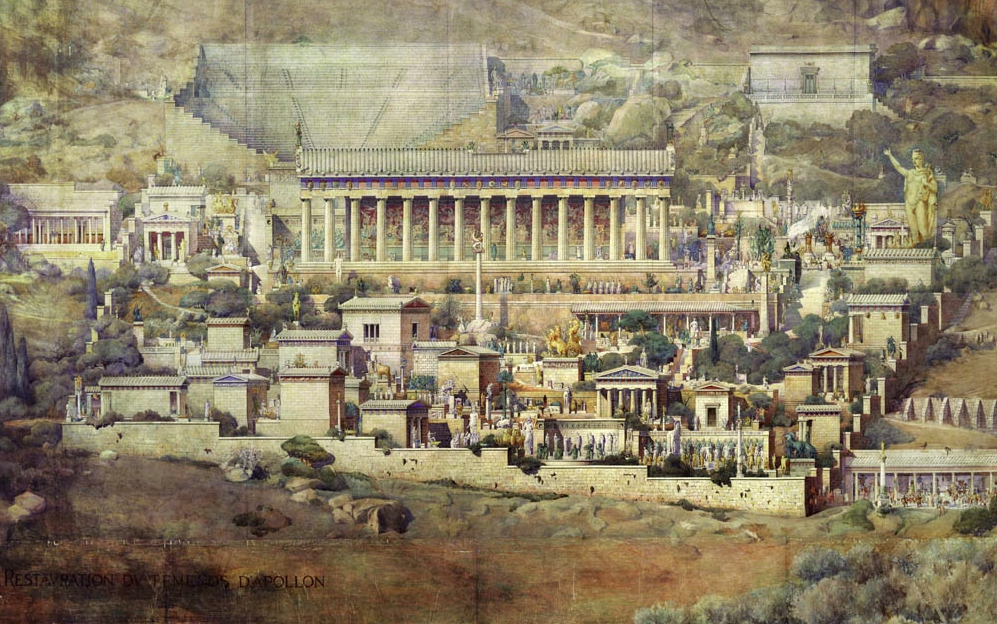
Модель античных Дельф созданная французским архитектором Альбером Турнером.

Дельфы с древних времён были местом поклонения Геи, богиня-мать связанная с плодородием. Город начал приобретать панэллинское значение как святилище и как оракул в VII веке до нашей эры. Первоначально под контролем фокейцев, базирующихся в соседнем Кирре и Итее, Дельфы были завоёваны афинянами во время Первой Священной войны (597–585 годы до н. э.). Конфликт привёл к консолидации Дельфийского союза, который имел как военную, так и религиозную функцию, вращающуюся вокруг защиты храма Аполлона. Этот храм был уничтожен пожаром в 548 году до нашей эры, а затем перешёл под контроль Алкмеонидов, преследуемых в Афинах. В 449–448 годах до нашей эры произошла Вторая Священная война (в более широком контексте Первой Пелопоннесской войны между Пелопоннесским союзом во главе со Спартой и Делосским союзом во главе с Афинами) привела к тому, что фокейцы получили контроль над Дельфами и управление над Пифийскими играми.
В 356 году до нашей эры фокейцы под командованием Филомела захватили и разграбили Дельфы, что привело к Третьей Священной войне (356–346 годы до нашей эры), которая закончилась поражением фокейцев и возвышением Македонии при Филиппе II. Это привело к Четвертой Священной войне (339 год до н. э.), кульминацией которой стала битва при Херонее (338 до н. э.) и установление македонского владычества над Грецией. В Дельфах македонское правление было заменено этолийским в 279 году до нашей эры, когда галльское вторжение было отбито, а после этолийцев римлянами в 191 году до нашей эры. Это место было разграблено Луцием Корнелием Суллой в 86 году до нашей эры, во время Митридатских войн, и Нероном в 66 году нашей эры. Хотя последующие римские императоры династии Флавиев внесли свой вклад в восстановление этого места, оно постепенно утратило своё значение. 
В течение III-го века различные мистические культы стали более популярными, чем традиционная древнегреческая религия. А позже в борьбу с ними вступило всё более укрепляющееся христианство, которое активно распространялось, что в конце концов привело к постепенному процессу угасания язычества по всей территории поздней Римской империи. После того как греческое общество перешло из язычества в христианство, Дельфы оставались такими же популярными, как и прежде. Всё ещё языческие, они часто чтили христианских императоров, в то время как те в свою очередь позволяли оракулу функционировать относившийсь к нему с безразличием. И христианство и древнегреческая религия практиковались одно время в городе бок о бок. Однако в конце концов, использование оракула уменьшилось до такой степени, что его уже было невозможно финансово поддерживать, оракул больше не мог покрывать свои расходы. В процессе активного перехода греками в христианство и как следствие быстрого уменьшения доли язычников привело к тому, что популярность и посещаемость города начали резко падать. Однако другие аспекты древнегреческой религии такие как пифийские игры, поклонение Аполлону в храме города продолжали практиковаться. После череды христианских императоров Юлиан Отступник, царствовавший с 361 по 363 годы, отвергнув христианство, попытался восстановить язычество обратив вспять процесс его угасания, но его «языческое возрождение» было недолгим. Когда доктор Юлиана Орибасий посетил дельфийский оракул, чтобы задать вопрос о судьбе язычества, он получил такой ответ:

Εἴπατε τῷ βασιλεῖ, χαμαὶ πέσε δαίδαλος αὐλά,
οὐκέτι Φοῖβος ἔχει καλύβην, οὐ μάντιδα δάφνην,
οὐ παγὰν λαλέουσαν, ἀπέσβετο καὶ λάλον ὕδωρ.
Перевод
Скажи повелитилю, что флейта упала на землю. У Феба больше нет ни дома, ни лавр оракула, ни говорящего фонтана, потому что говорящая вода высохла.
— Георгий Кедрин 
Оракул был окончательно закрыт по указу императора Феодосия I в 381 году нашей эры. Дельфы утратили своё языческое религиозное значение став обычным городом, где строились церкви. Без оракула не было особого смысла посещать высокогорное, отдаленное место. Население уменьшилось и Дельфы стали небольшым городком. В начале VI-го века, город, приходит в упадок: его размеры уменьшаются, а торговые контакты также резко сокращаются. Местное гончарное производство производило продукцию в больших количествах, она стала грубее и изготавливалось из красной глины, продукция была направлена на удовлетворение потребностей местных жителей, а не для внешней торговли.
Священный путь оставался главной улицей поселения, преобразованной, однако, в улицу с коммерческим и промышленным использованием. Вокруг агоры были построены мастерские, а также единственная раннехристианская базилика. Бытовой ареал распространялся преимущественно в западной части поселения. Дома были довольно просторными, и две большие цистерны обеспечивали их проточной водой. Поселение было почти полностью покинуто в VII-м веке, превратившийсь в жалкую деревню, хотя епископ Дельф засвидетельствован в епископском списке конца VIII-го и начала IX-го веков.
Дельфы веками оставались почти необитаемыми, представляя из себя деревеньку Кастри. Кастри (форт) находился там со времени ликвидации Феодосием I в 390 году оракула. Он, вероятно, оставил форт, чтобы убедиться, что город не будет снова использоваться для отправления языческого культа, за исключением того, что форт сам стал частью населённого пункта. По-видимому, одним из первых зданий раннего нового времени был монастырь Успения Пресвятой Богородицы или Панагии, построенный над древней гимназией в Дельфах. Должно быть, в конце XV-го или в XVI-м веке поселение там начало немного разрастаться. В 1893 году археологи из Французской школы д'Атен наконец обнаружили фактическое место древних Дельф, и деревню попытались перенести на новое место, к западу от места расположения древнего города, но жители долго сопротивлялись. Возможность переселить деревню появилась, когда она была существенно повреждена землетрясением, причём жителям предложили совершенно новые дома в обмен на старые совсем рядом от предыдущего места. К тому моменту в деревне было около 100 домов и проживало 200 человек. В 1893 году Французская археологическая школа извлекла огромное количество грунта из многочисленных оползней, чтобы обнаружить как основные здания и сооружения святилища Аполлона и Афины Пронойи, так и тысячи предметов, надписей и скульптур.
Современный город содержит обширные объекты, поддерживающие туризм и торговлю связанную с туризмом на древнем месте. Подобно древнему священному району, город сохраняет вертикальное измерение, террасируя улицы и здания. Улицы здесь узкие и часто односторонние. Европейская междугородная трасса Е4 проходит через восточную часть города. Помимо археологического интереса, Дельфы привлекают туристов посещением горнолыжного центра Парнас и популярных прибрежных городов региона.

## Население
Население города, в разные периоды:
| Год  | Население, человек |
| ---- | ------------------ |
| 1991 | 1118               |
| 2001 | 1386               |
| 2011 | ↘ 854              |

### Сообщество Дельфы
В общинное сообщество Дельфы входят три населённых пункта. Население 1024 жителя по переписи 2011 года. Площадь 37,892 квадратного километра.
| Населённый пункт | Население (2011), человек |
| ---------------- | ------------------------- |
| Дельфы           | 854                       |
| Калания          | 59                        |
| Кроки            | 111                       |

### Дим
Община Дельфы была образована в ходе реформы местного самоуправления 2011 года путём слияния следующих 8 бывших димов, которые стали муниципальными единицами:
- Амфиса
- Дельфы
- Десфина
- Галаксидион
- Гравья
- Итея
- Каллиис
- Парнас

Дим имеет площадь 1121,671 км², муниципальное образование 73,126 км². Административный центр муниципалитета находится в крупнейшем городе Амфиса. Общая численность населения дима составляет 32 263 человек. Население Дельф составляет 2373 человека, в то время как население муниципального образования Дельф, включая древню Криссо, составляет 3511 человек.

## Галерея

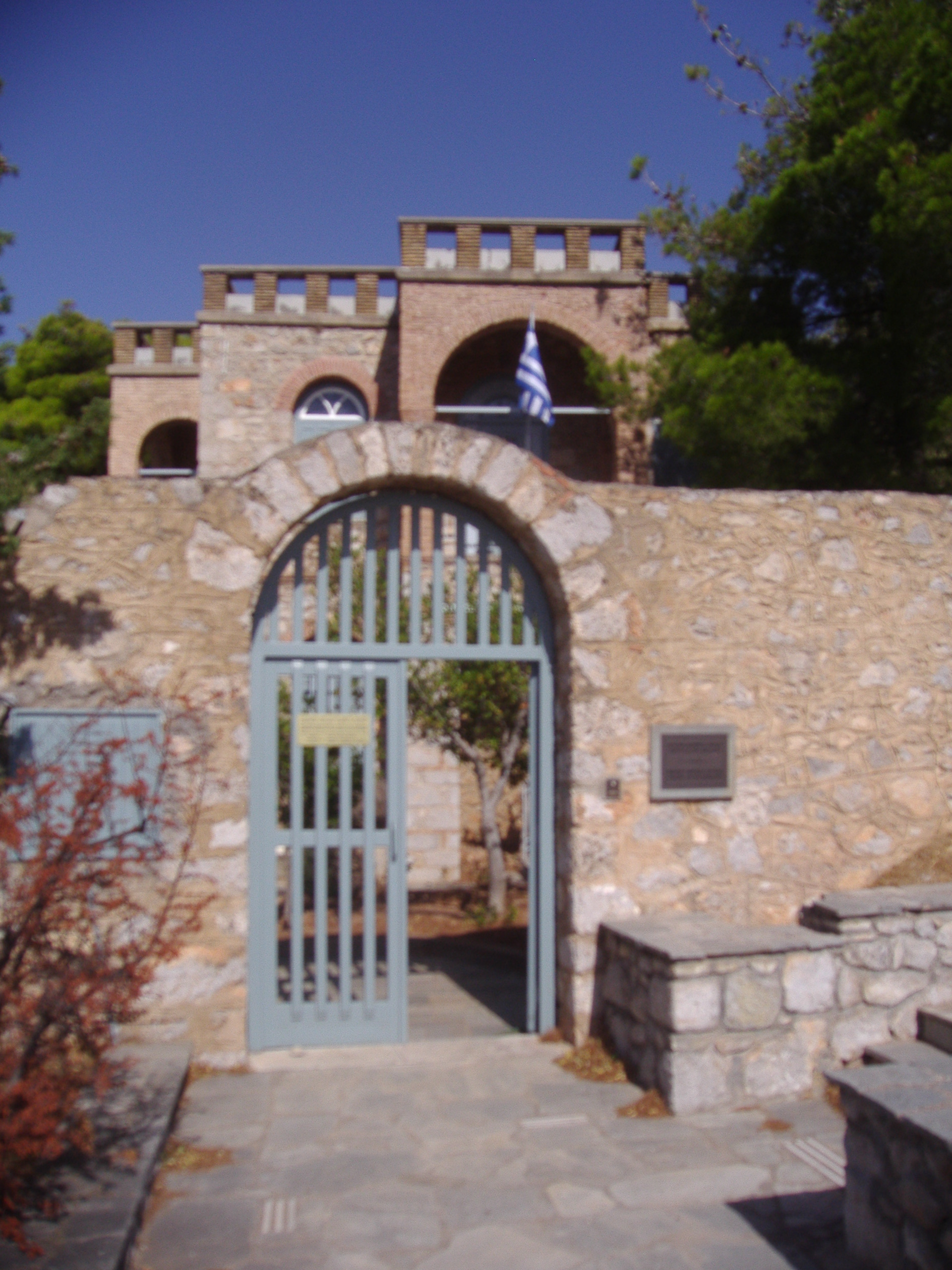
Дом Ангелоса Сикелианоса.
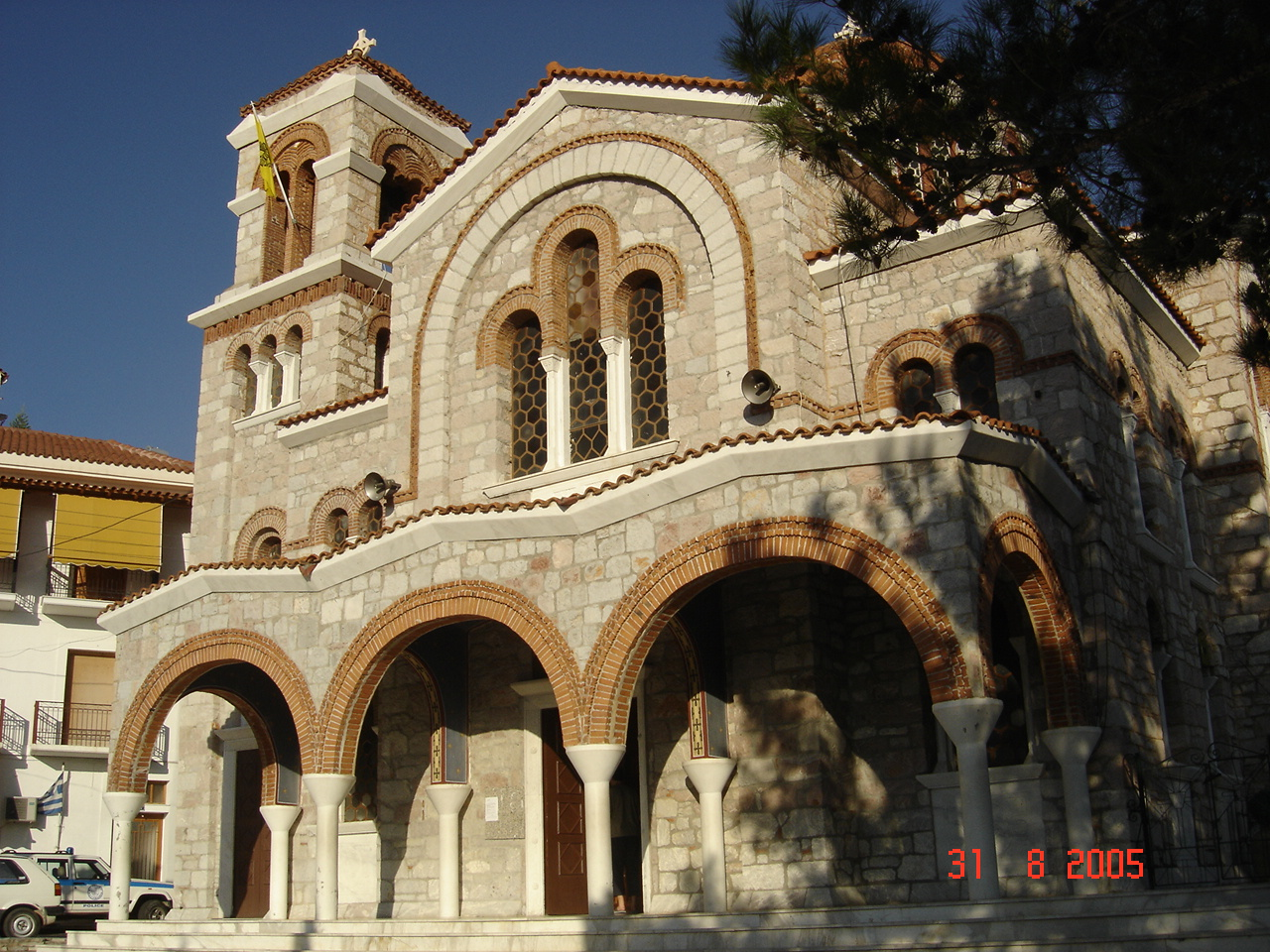
Церковь Святого Николая.
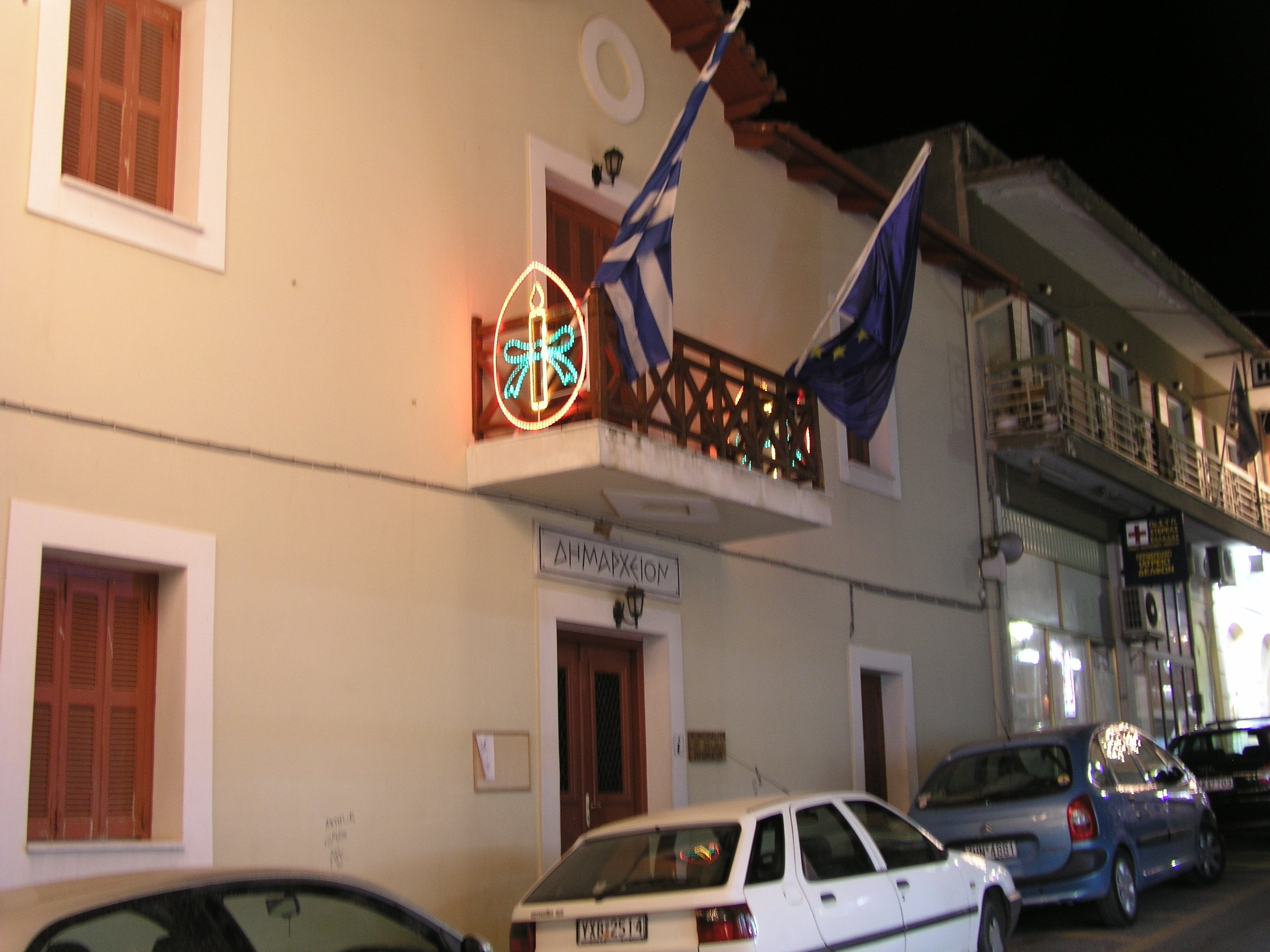
Городская ратуша.
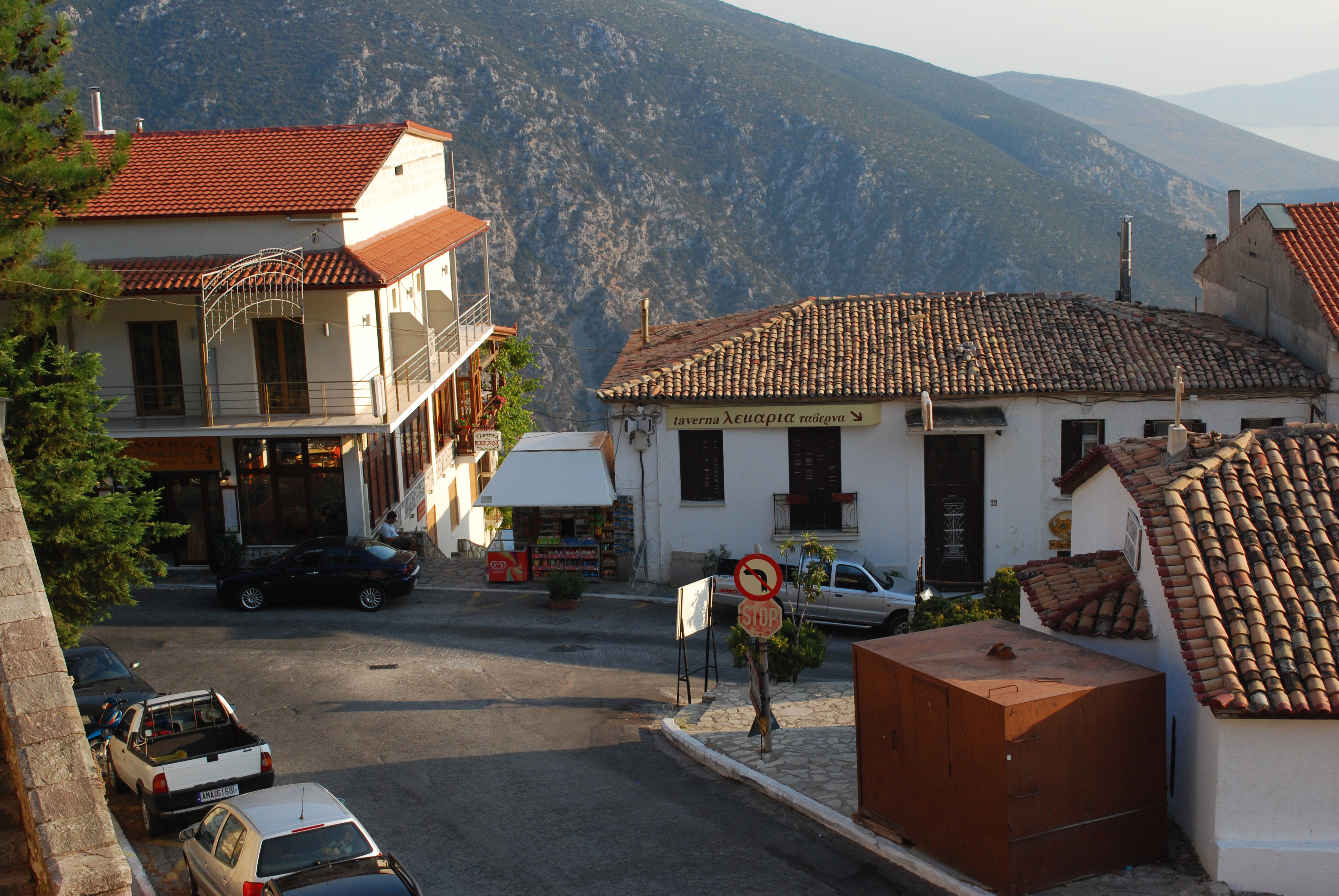
Вид на городскую улицу.
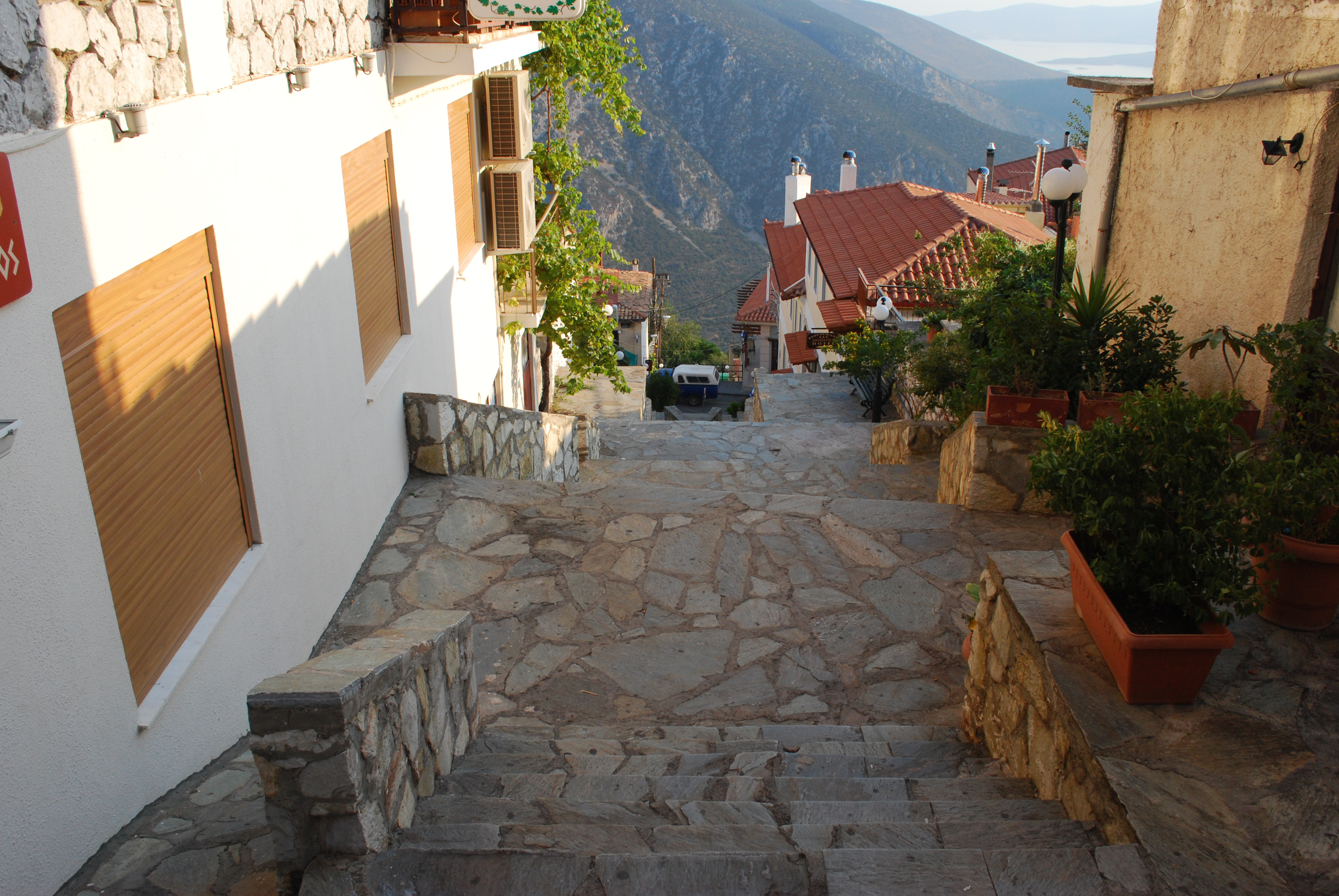
Городская улочка.
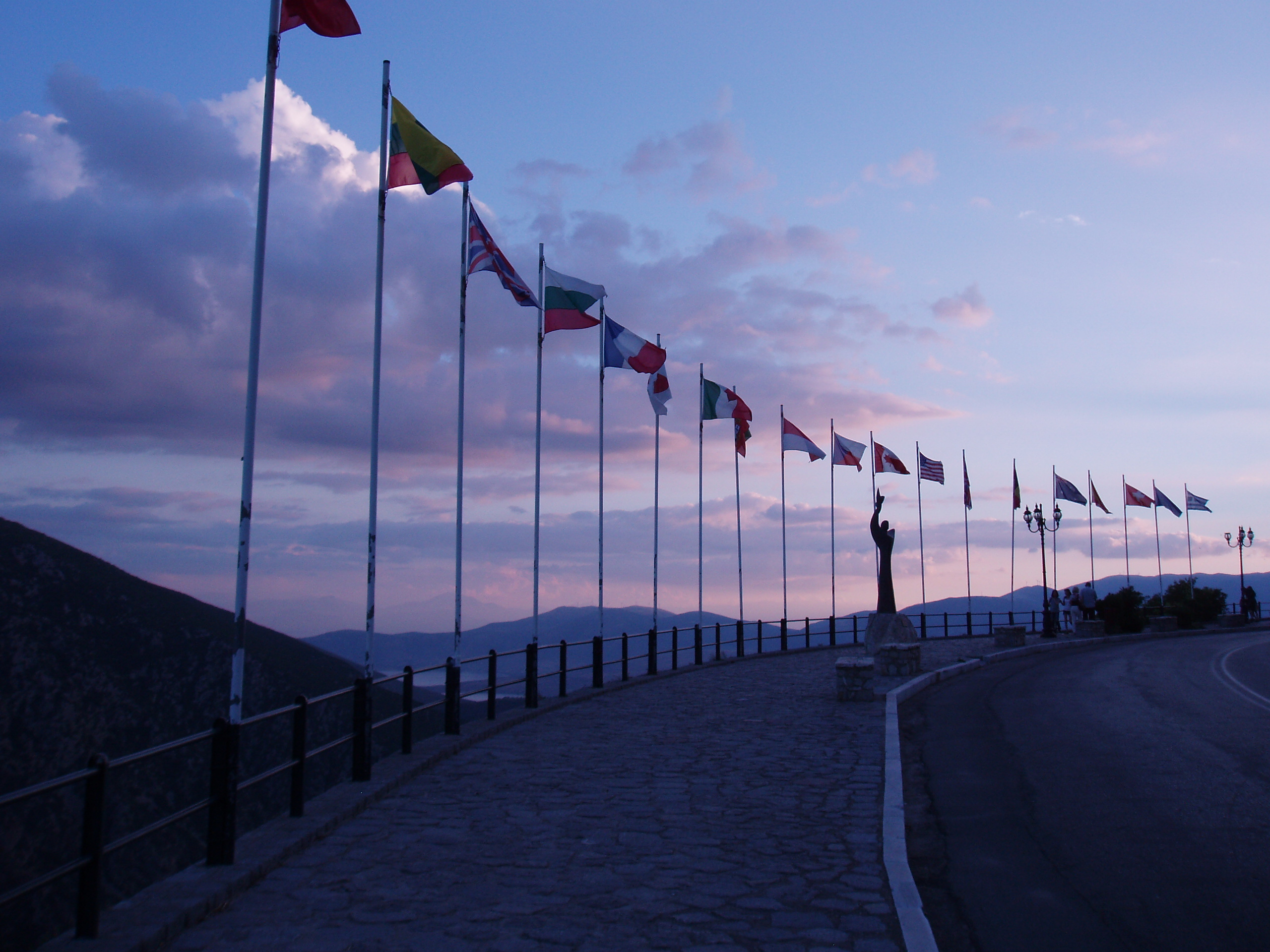
Аллея флагов.
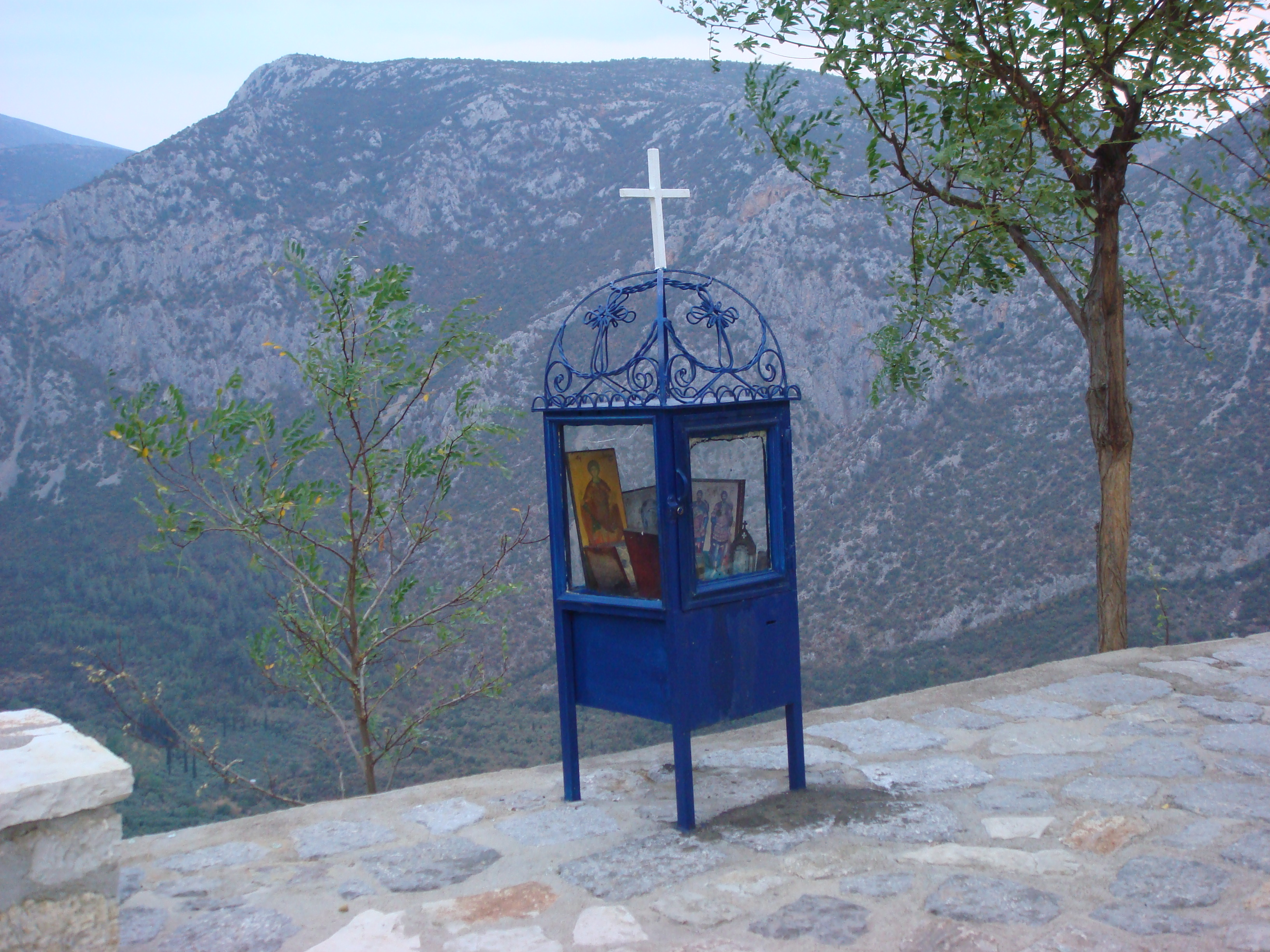
Небольшая часовня.
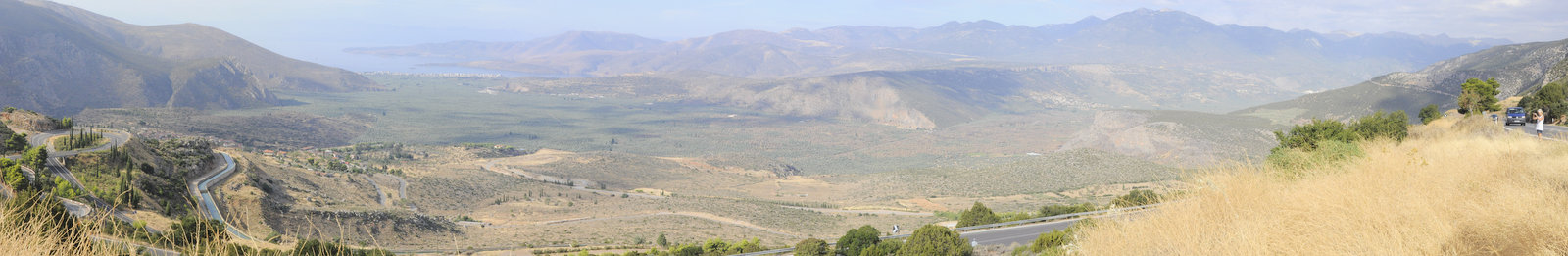
Оливковые деревья и водный акведук в долине Дельф.

## Комментарии
1. ↑  Стандартной чертой ответа оракула является требование, чтобы жрица пила из источника пресную воду, считающуюся священной. Несомненно, что источник, протекающий в пропасти, был подведён к адитону в храме.